# Яня (Босния и Герцеговина)
Яня (босн. Janja, серб. Јања / Janja, хорв. Janja) — посёлок в общине Биелина, который принадлежит энтитету Республике Сербской, Босния и Герцеговина. Расположен в 10 км к югу от города Биелина, вблизи устья реки Яня, притока Дрины, пограничной с Сербией.

## Население
Численность населения посёлка Яня по переписи 2013 года составила 12 233 человека. Яня —  самый крупный населённый пункт Республики Сербской без статуса города.
По данным переписи 1991 года, 94,38 % населения посёлка составляли боснийские мусульмане (9871 чел.), 2,11 % — сербы (221 чел.), 1,74 % —  югославы (182 чел.), 0,16 % — хорваты (17 чел.), 1,59 % — прочие (167 чел.).
| 1961                           | 1971 | 1981 | 1991   | 2013   | - | - |
| ------------------------------ | ---- | ---- | ------ | ------ | - | - |
| 6915                           | 7945 | 9226 | 10 565 | 12 233 | - | - |
| Гистограмма динамики населения |      |      |        |        |   |   |